# منظمة الدول الأيبيرية الأمريكية للتربية والعلم والثقافة
منظمة الدول الايبيرية الأمريكية للتربية والعلوم والثقافة هي منظمة دولية تتألف من 23 دولة عضو من الدول الأيبيرية [الإنجليزية] في أوروبا والأمريكتين، بالإضافة إلى عضو واحد من إفريقيا. أنشئت المنظمة عام 1949 بهدف تقوية التفاهم الثقافي بين دول أمريكا اللاتينية وتقوية التعاون الدولي بينهم في مجالات التعليم والتكنولوجيا والثقافة بهدف تحسين نوعية التعليم والبحث العلمي والثقافي. يقع مقرها الرئيسى في العاصمة الأسبانية مدريد، ولها عدة مكاتب فرعية بالدول الأعضاء.
تتكون المنظمة من جميع الدول المستقلة في أمريكا الإيبيرية [الإنجليزية] وشبه الجزيرة الأيبيرية بالإضافة إلى غينيا الاستوائية. جميع الأعضاء من البلدان الناطقة باللغة البرتغالية والإسبانية باستثناء أندورا التي يتحدث معظم سكانها الكاتالونية، على الرغم من أن المنظمة لا تشمل جميع البلدان الأيبيرية في جميع أنحاء العالم.

## الدول الأعضاء
الأرجنتين – بوليفيا – البرازيل –كولومبيا-كوستا ريكا – كوبا – تشيلي –جمهورية الدومينكان – الإكوادور – السلفادور - غواتيمالا – هندوراس –المكسيك – نيكاراغوا – بنما – باراغواي – بيرو – البرتغال – بورتو ريكو – الأوروغواي – فينزويلا – إسبانيا

## اجهزة المنظمة
للمنظمة ثلاث ادارات هي:
1. الجمعية العامة وهي السلطة التنفيذية بالمنظمة وتضم ممثلين عن الدول الأعضاء.
2. مجلس الممثلين الاقليميين ويضم وزراء التعليم بالدول الأعضاء أو ممثليهم ويرأسة في كل مرة الوزير الذي ينتمي للدولة المضيفة للاجتماع السنوي القادم للمنظمة وهذا الجهاز مسئول عن الموافقة علي الميزانية الموضوعة.
3. السكرتارية العامة هي الوفد الدائم بالمنظمة ومسئول عن تمثيل المنظمة مع الدول والمنظمات الدولية الأخرى كما أنها مسئولة عن التنظيم الإداري بالمنظمة.